# آب‌انبار حاجی ابراهیمی
آب‌انبار حاجی ابراهیمی مربوط به دوره قاجار است و در مهریز، محله منگاباد، جنب حسینیه سید الشهداء واقع شده و این اثر در تاریخ ۳ خرداد ۱۳۸۶ با شمارهٔ ثبت ۱۹۱۹۱ به‌عنوان یکی از آثار ملی ایران به ثبت رسیده است.